# Järnvägsolyckan i Eschede
Järnvägsolyckan i Eschede inträffade den 3 juni 1998 i närheten av den niedersachsiska staden Eschede i Tyskland, då InterCityExpress-tåget ICE 884 Wilhelm Conrad Röntgen förolyckades. 101 människor omkom och 88 skadades allvarligt. Det var den hittills svåraste olyckan med höghastighetståg.

## Händelseförlopp
Onsdagen den 3 juni 1998 var ICE 884 Wilhelm Conrad Röntgen på väg från München till Hamburg i 200 km/h, och befann sig sex kilometer från staden Eschede klockan 10:55 när ett av hjulen på den första vagnens tredje axel brast på grund av materialslitage. Dess ring borrade sig genom golvet mellan två säten i vagn 1 och fastnade där. När tåget vid 10.58 ungefär 200 meter före en bro körde över den första av två spårväxlar stötte hjulet, som fortfarande satt fast i tåggolvet, mot en del av växeln och slet bort den från marken. Även denna del tog sig genom golvet och ända upp till taket, och lyfte därmed hela hjulsegmentet upp från skenorna. Ett av de urspårade hjulen slog mot den andra spårväxelns manuella mekanism och ändrade dess läge så att den bakre axeln av vagn 3 hamnade på det intilliggande spåret. Denna växel var anpassad för hastigheter mycket lägre än 200 km/h, så vagnen slungades över det intilliggande spåret och kolliderade med en pelare till en 300 ton tung bro, som då brast och föll ner över tåget.
Vagn 4, som på grund av vagn 3:s plötsliga sväng också spårade ur, hann passera den störtande bron och stannade bland en träddunge vid sidan om. Två järnvägsarbetare som försökte sätta sig i säkerhet under bron dödades av vagnen. På grund av att förbindelsen mellan vagnarna bröts aktiverades nödbromsarna automatiskt och de till stor del oskadade vagnarna 1 till 3 stannade strax innan järnvägsstationen i Eschede. Den ungefär 200 ton tunga bron  (Rebberlahergatan) krossade den bakre delen av vagn 5 och de följande vagnarna hamnade i ett sicksackliknande läge efter att även de kolliderade med bron. Vagn 6, 7, servicevagnen, restaurangvagnen (som genom fallande brodelar trycktes ihop till ned till 15 centimeter), samt första klassens vagnar 10 till 12 skadades svårt; även den bakre motorvagnen spårade ur och hamnade på berget av vrakdelar. Även en bil hamnade bland tågskrotet. Den visade sig att tillhöra de tidigare nämnda järnvägsarbetarna, men misstänktes först att ha orsakat olyckan genom att störta från bron varefter tåget skulle ha kolliderat med den. Undersökningen av den första vagnen uteslöt att något sådant skulle ha inträffat.
Den främre motorvagnen stannade först genom automatisk inbromsning två kilometer efter stationen i Eschede. Lokföraren angav senare i domstol att han hade känt ett plötsligt ryck innan Eschede och ett efterföljande fall i uteffekten. Efter att ha stannat antog han först ett tekniskt fel och försökte att från förarhytten återställa strömförsörjningen. Han fick först veta om olyckan när tågklareraren vid Eschede station tog kontakt med honom: "Du körde förbi här ensam! Du har spårat ur!". När lokföraren insåg vad som hade hänt bakom honom sjönk han ihop i sitt säte och lämnade förarhytten först efter två timmar. Då han hade antagit en störning i strömförsörjningen och inte får lämna sin plats i fall kontaktledningen har skadats var hans agerande i enlighet med regelverket, men den följande undersökningen angav chock som trolig orsak.

### I siffror
Bortsett från lokföraren och en konduktör omkom all tågpersonal ombord. Tåget hade endast en tredjedel av sin maximala kapacitet på 651 passagerare.
| Antal resande: | 287 |
| Döda:          | 101 |
| Svårt skadade: | 88  |